# 放散虫
放散虫（ほうさんちゅう、英: Radiolaria、羅: radiolus, radius 「放射状の棒」の縮小辞）とは、原生生物の一群である。主として海のプランクトンとして出現する単細胞生物で、珪酸質などからなる骨格を持つ。そのため微化石としても発見され、地質年代学において岩石や地層の年代を推定する示準化石として利用される。エルンスト・ヘッケルが研究したことでもよく知られている。

## 形態
外形は様々であるが、球状あるいは円錐型など回転体的な形をしている。中心から放射状に突出する骨針や、外側を覆う殻などの形で、珪酸質もしくは硫酸ストロンチウムからなる骨格を持つ。
細胞質は中心嚢と呼ばれる膜のような構造によって内外の二つの部分に分かれる。内質には核などのオルガネラがあり、外質は泡状の液胞と油滴が満ちていて浮力を与えている。
微小管の束が通った非常に細く針状の仮足（軸足）を外に突き出し、その表面で微生物などを捕らえる。一方で褐虫藻などの共生藻類を含むものがあり、細胞にエネルギーを供給していると考えられている。

## 化石化とその採取・分析
一般には海産のプランクトンである。その骨格は海底に沈殿して放散虫軟泥（ほうさんちゅうなんでい、Radiolarian ooze）と呼ばれる。化石は先カンブリア時代から現在に至るまでの広い範囲で発見される。形態が多様で種の入れ替わりが速いため、重要な示準化石となる。チャートは放散虫骨格の堆積によって形成される場合もあり、良質な砥石としても知られる。
放散虫化石の抽出には、毒性が強いフッ化水素酸が使われてきたが、日本の九州大学により低濃度の水酸化ナトリウム水溶液を使う安全な手法が開発された。

## 分類
かつては原生動物根足虫類、あるいは肉質鞭毛虫類の中で、有軸仮足虫類の一員として扱われていた。同じく有軸仮足虫類でよく似たものに太陽虫（たいようちゅう）があるが、細胞質がはっきりとした二層に分かれないこと、簡単な殻を持つものもあるが、骨針や珪酸質の丈夫な殻を持たないことで区別される。
他の原生生物と同じく、放散虫も微細構造観察や分子系統解析が進むにつれて、その位置や分類体系が見直されてきた。一時期は多系統的で放散虫という自然群は存在しないと考えられたこともある。現在はリザリアの中に含められ、珪酸質骨格を作るポリキスティナ類（多泡類）と硫酸ストロンチウム骨格を作るアカンタリア類（棘針類）に大別される。それ以外にも、従来は中心嚢がないため太陽虫だと考えられてきたスチコロンケ（Sticholonche）も放散虫に含める。
なお伝統的にはファエオダリア類（濃彩類または三孔類）も放散虫に含めていた。これは珪酸と有機物の骨格を持ち、仮足が中心嚢にある三つの口から出るものである。しかし分子系統では同じリザリアではあるがケルコゾアに含まれる独立した群となり、形態上の類似性は収斂進化の結果と考えられる。
ポリキスティナ類
珪酸質の殻を持つ。成長期のものは厚いカプセル状の膜に包まれる。
- Spumellarida:Cenosphaera,Spongosphaera,Stylotrochus,Thalassicolla,Thalassolampe,Xiphospira
- Nassellarida:Cyrtocalpis

アカンタリア類
硫酸ストロンチウムの骨格が中心でつながって放射状に規則的に伸びる。
- Holacanthida:Acantochiasma
- Symphyacanthida:Haliommanthidium
- Chaunacanthida:Amphiacon
- Arthracanthida:Acanthometra,Phyllostaurus

スチコロンケ類
球形の細胞体表面に珪酸質の針状骨格が並ぶ。
- Taxopodida:Sticholonche

ファエオダリア類
（参考：放散虫ではなくケルコゾアに含める）
- Phaeogymnocellida:Phaeophaera
- Phaeocystida:Aulacantha
- Phaeosphaerida:Auloscena
- Phaeocalpida:Tuscarora
- Phaeogromida:Cadium
- Phaeoconchida:Conchidium
- Phaeodendrida:Coelodendrum

## 代表的な放散虫の骨格
エルンスト・ヘッケル Kunstformen der Natur（1904）より

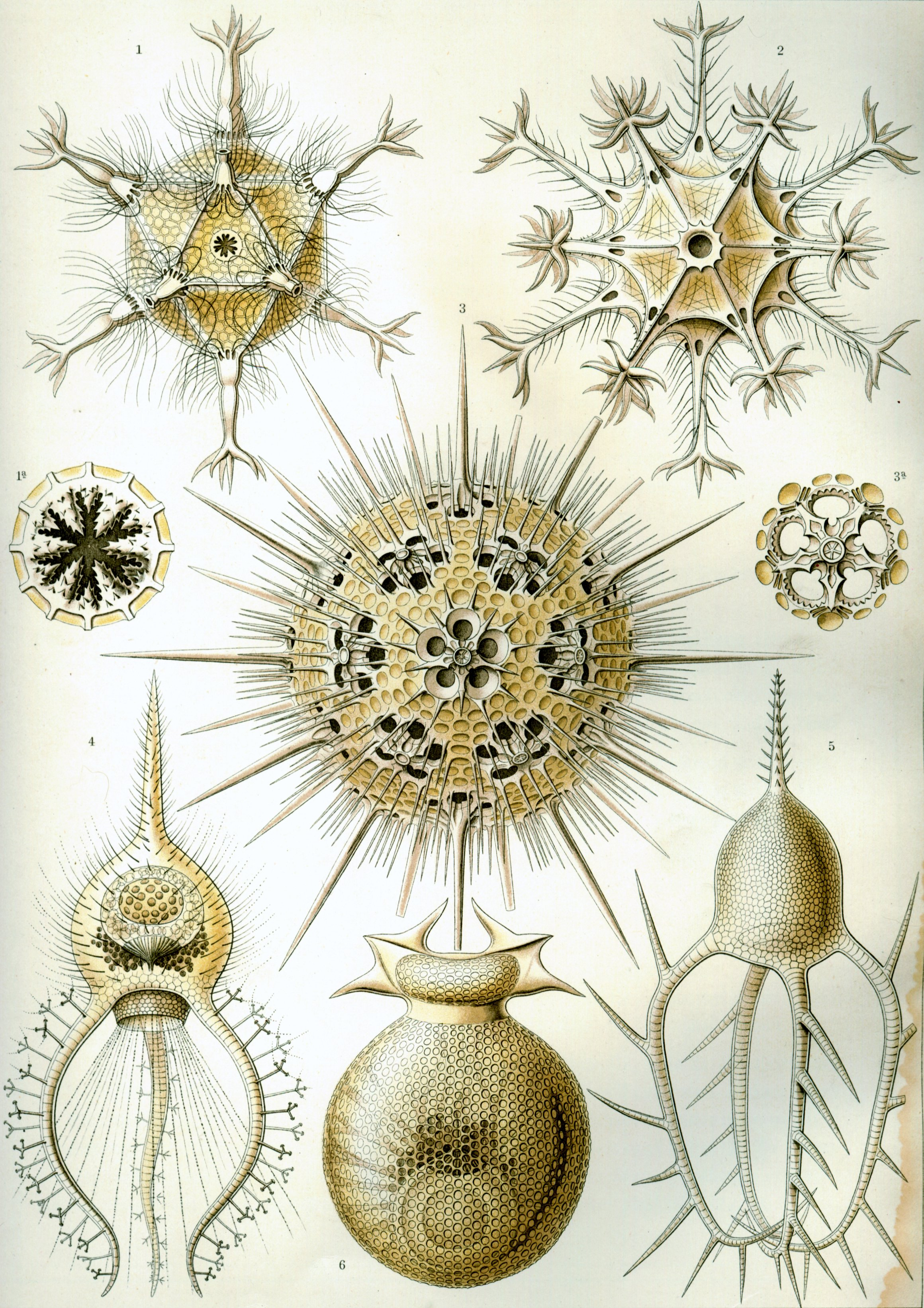
1. Phaeodaria
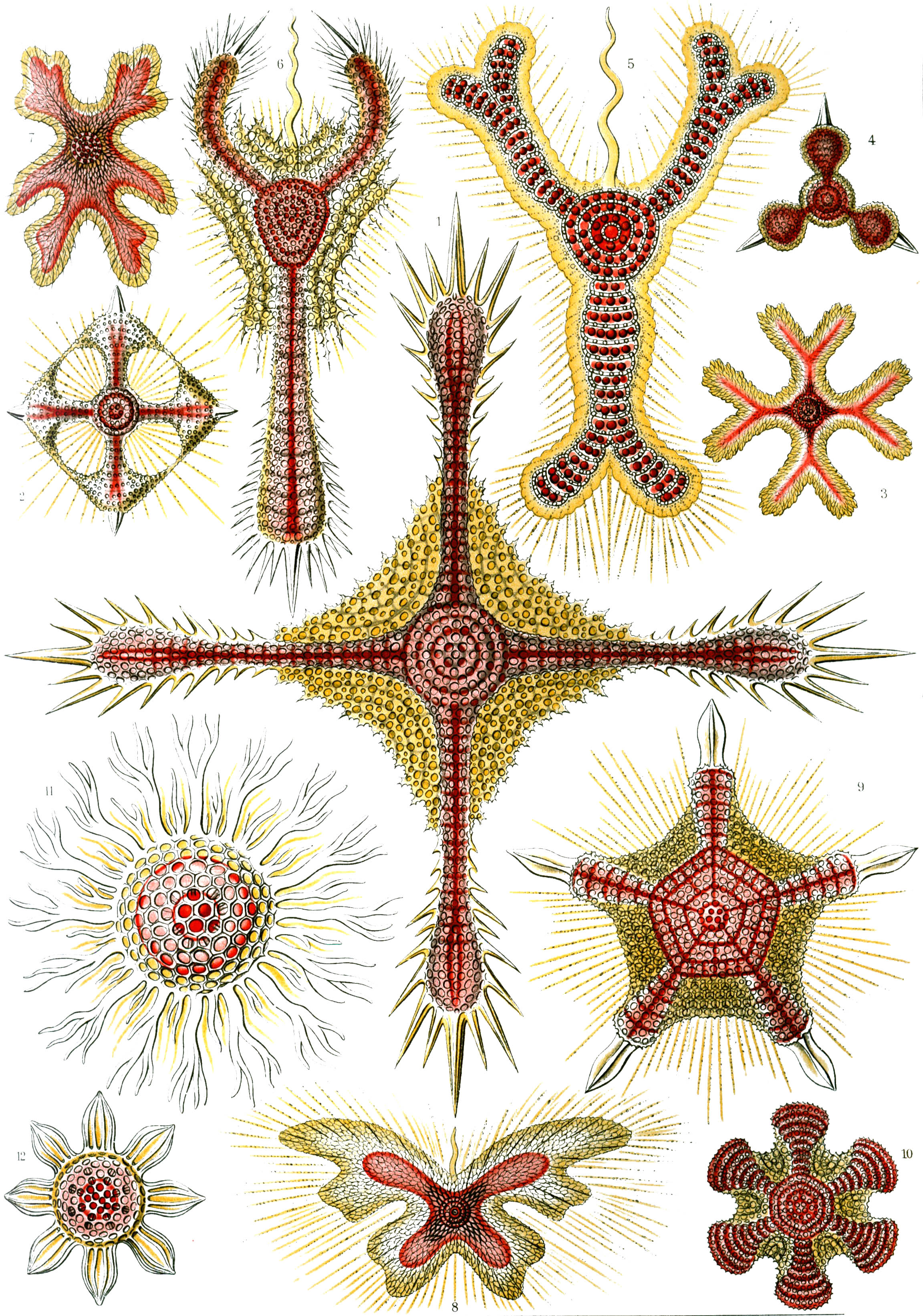
11. Discoidea
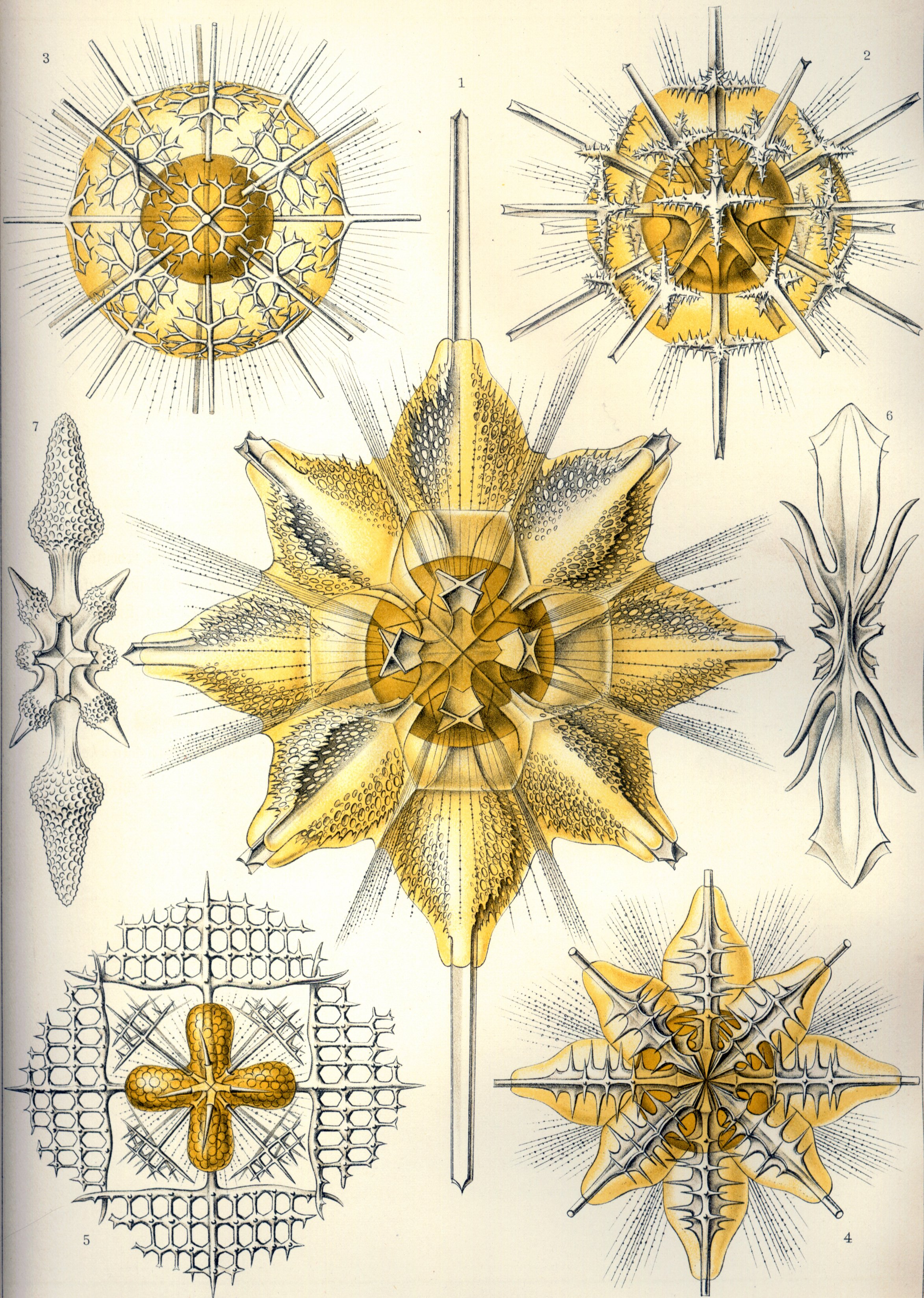
21. Acanthometra
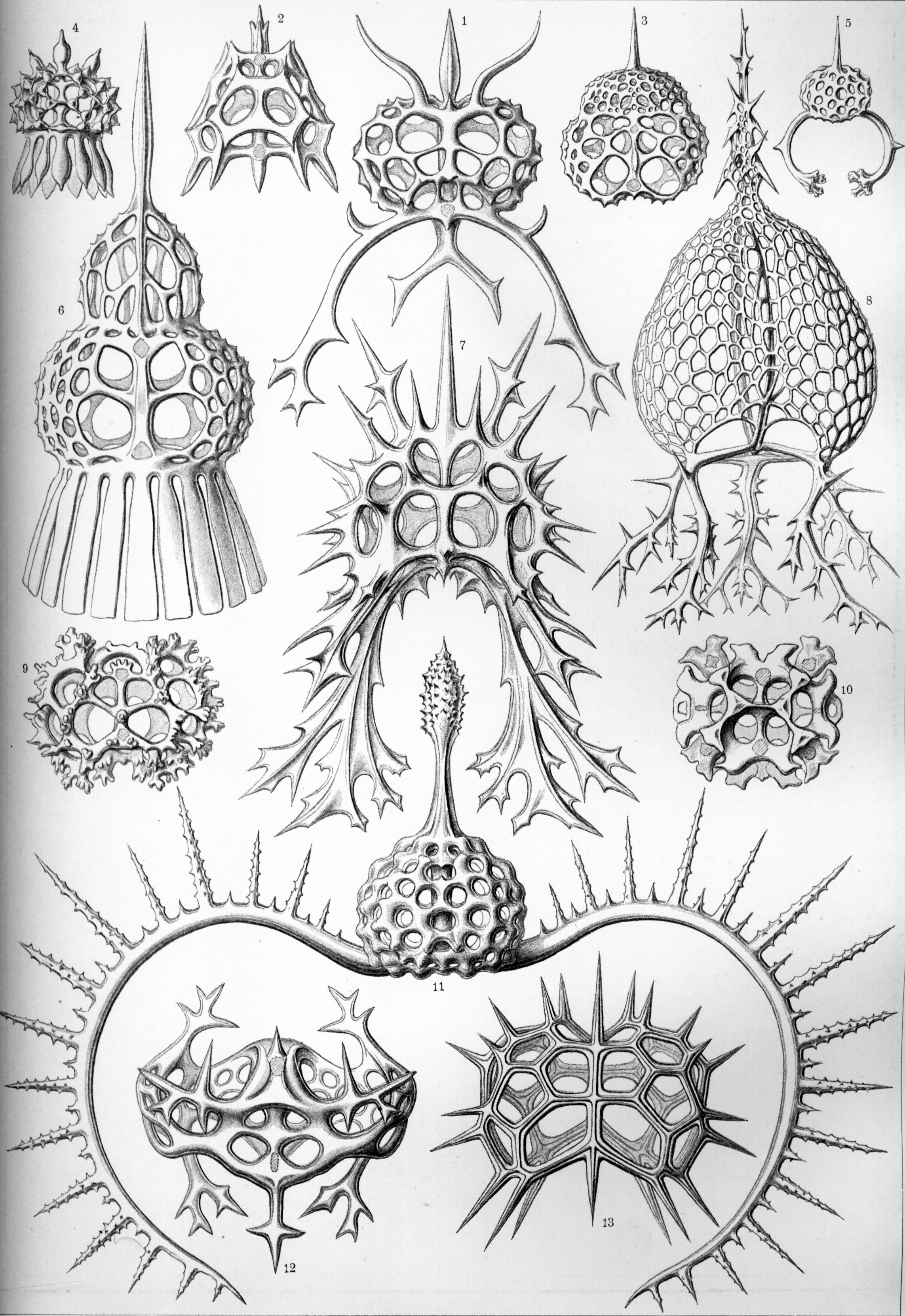
22. Spyroidea
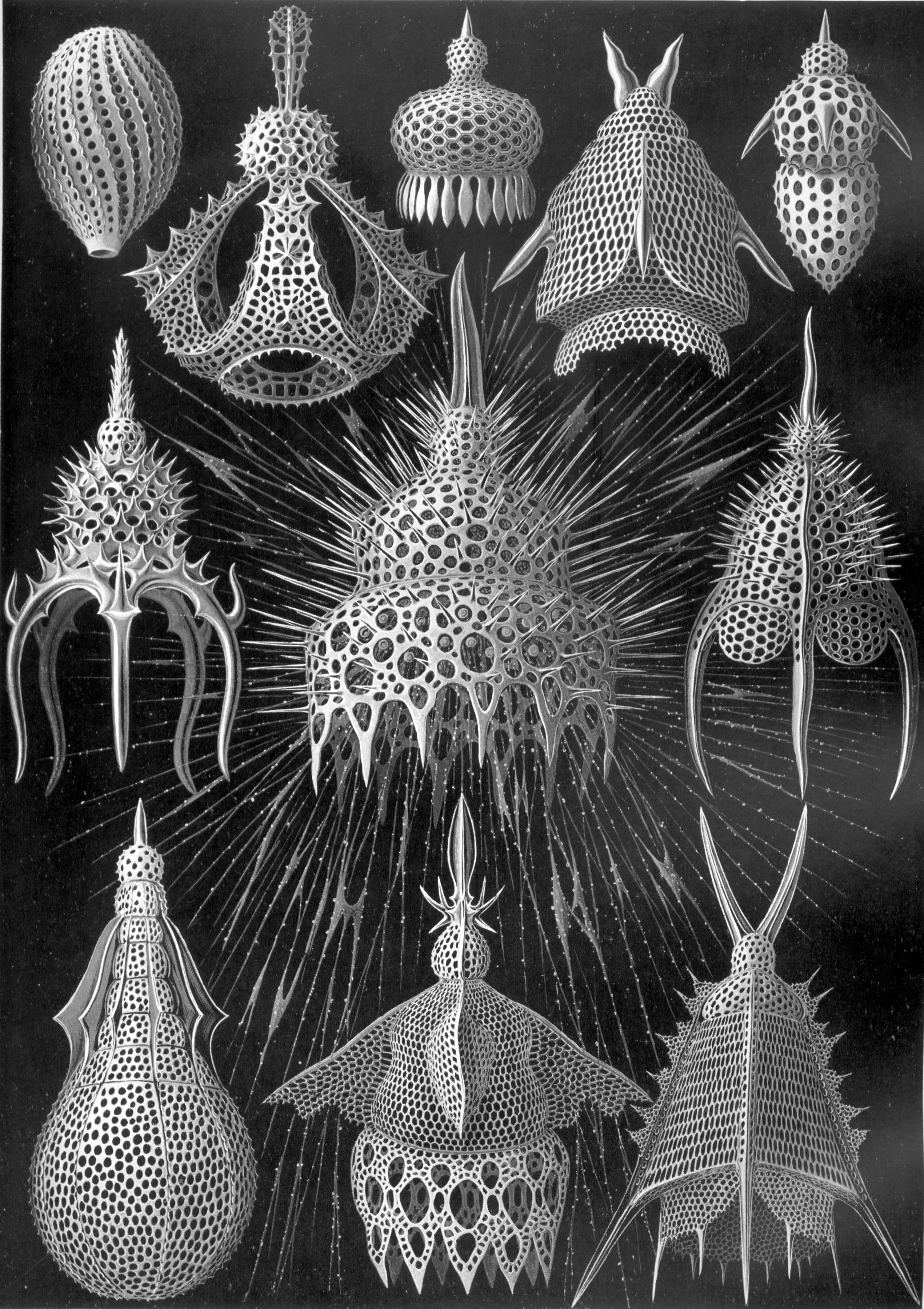
31. Cyrtoidea
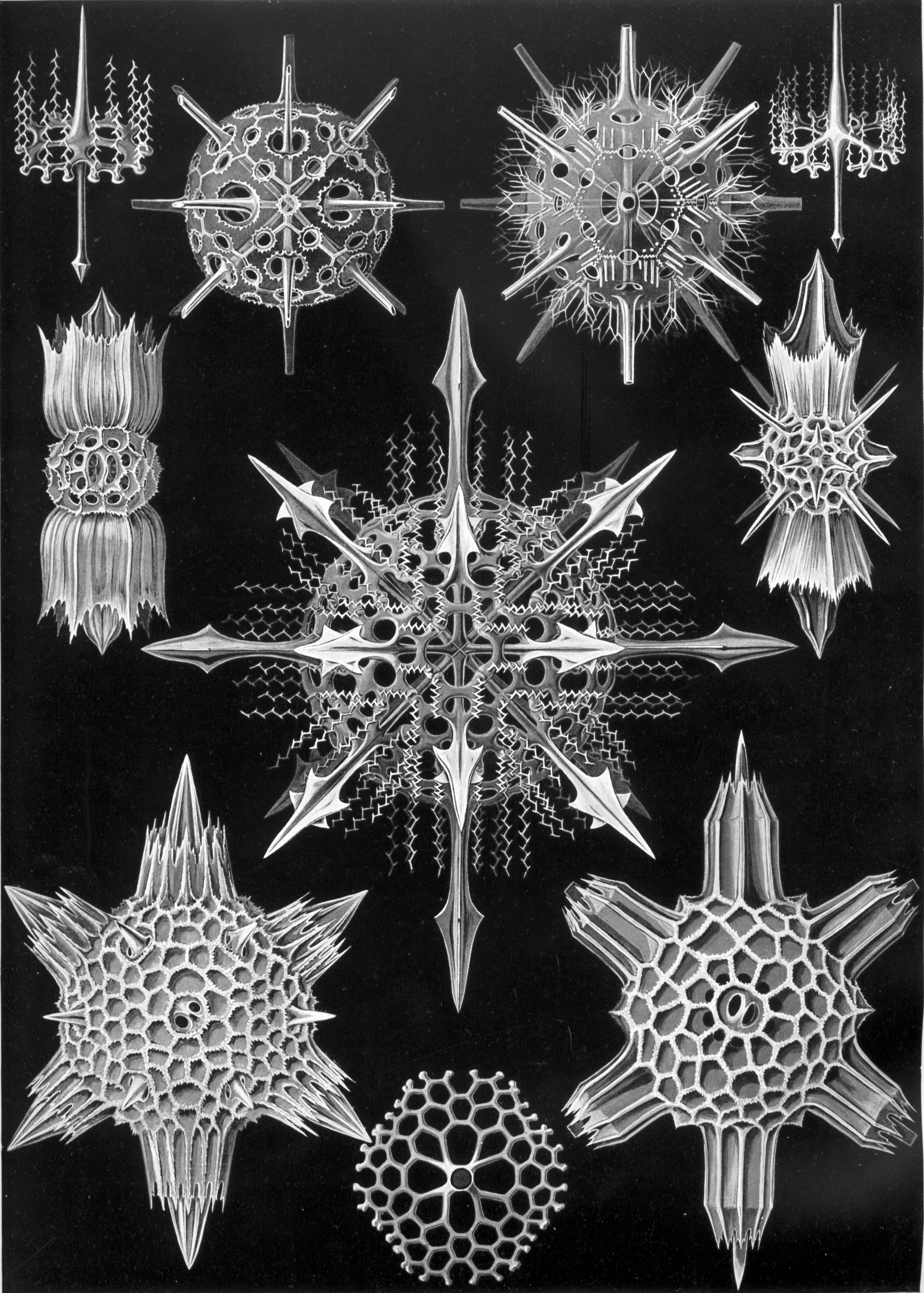
41. Acanthophracta
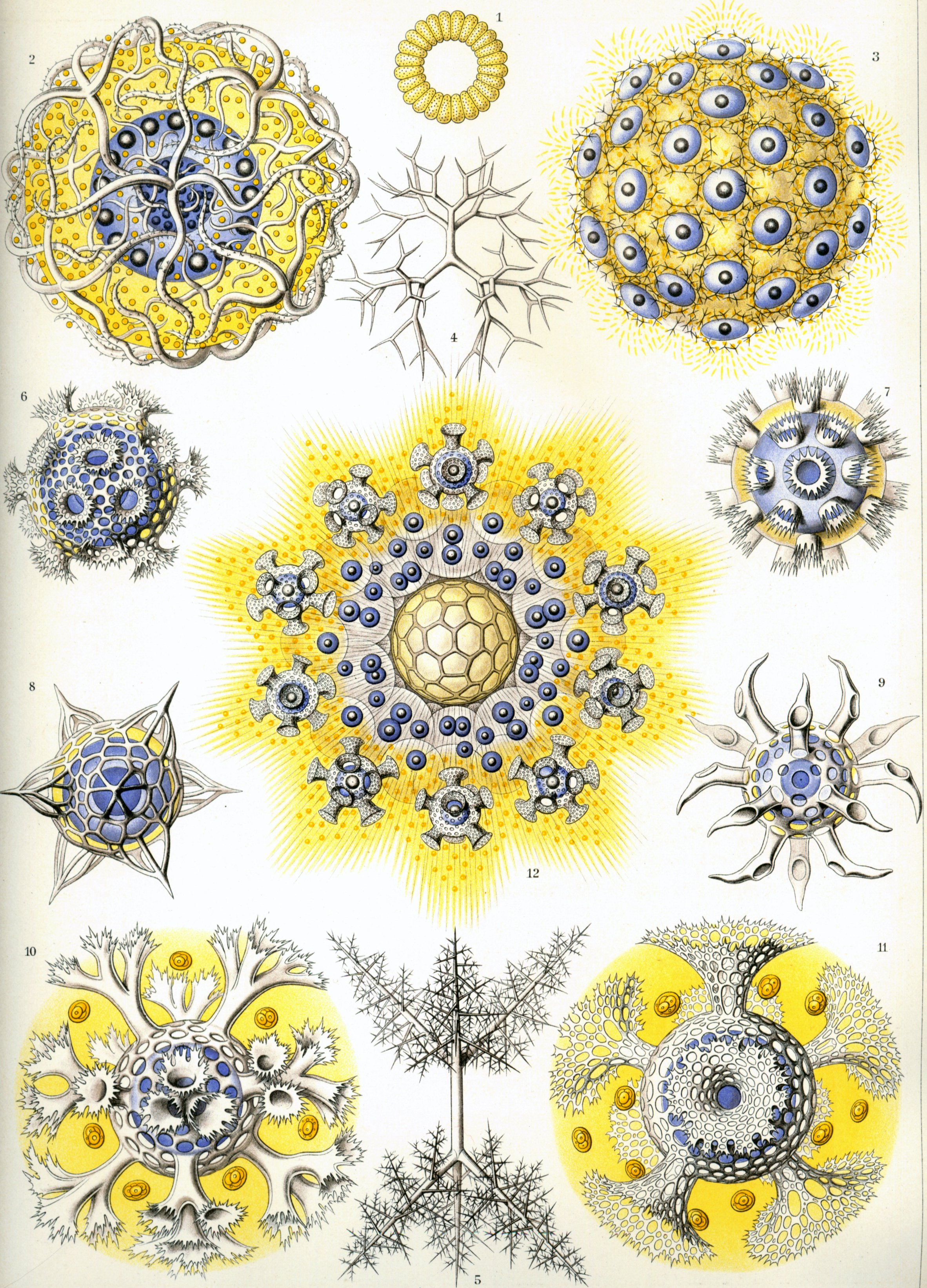
51. Polycyttaria
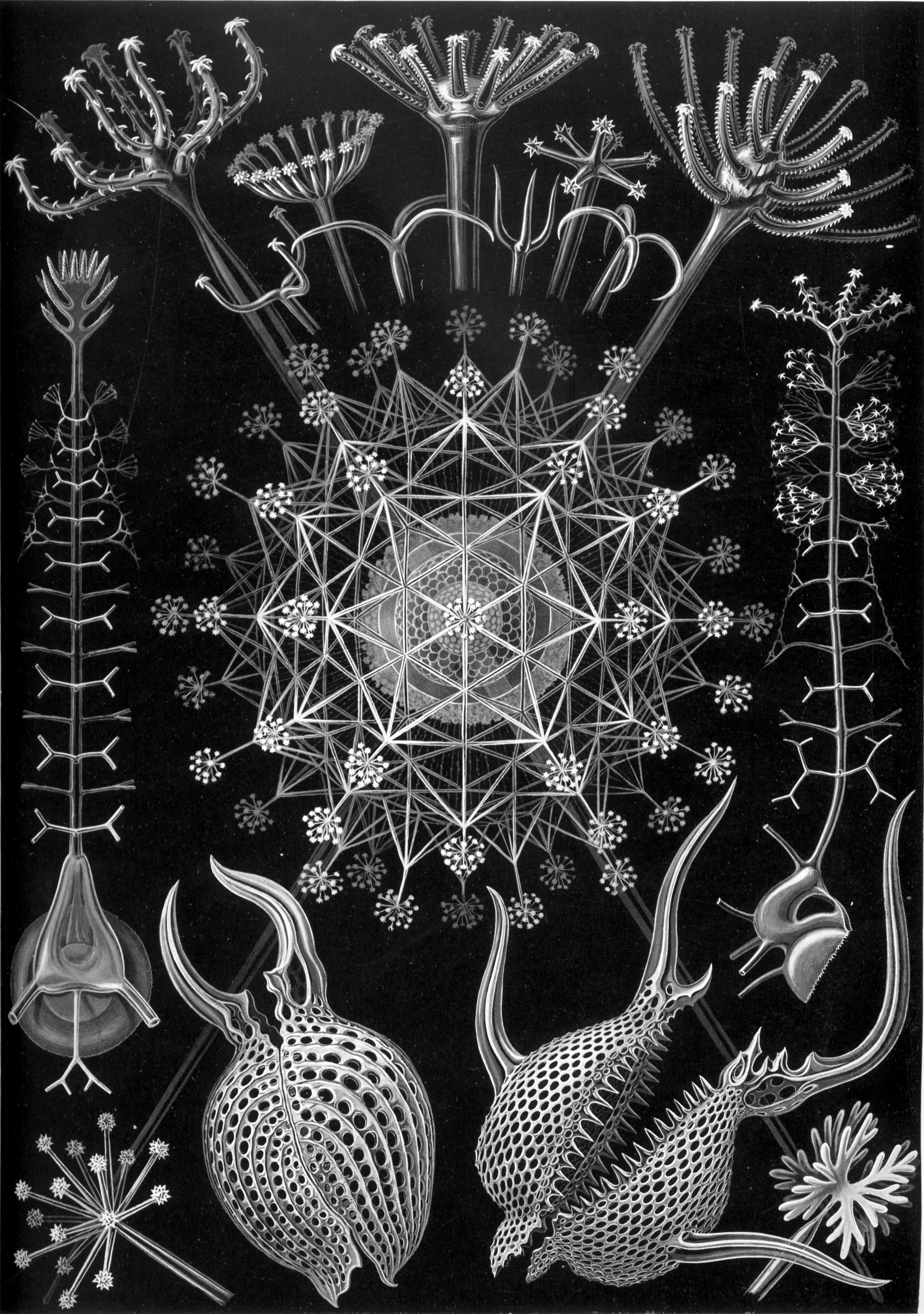
61. Phaeodaria
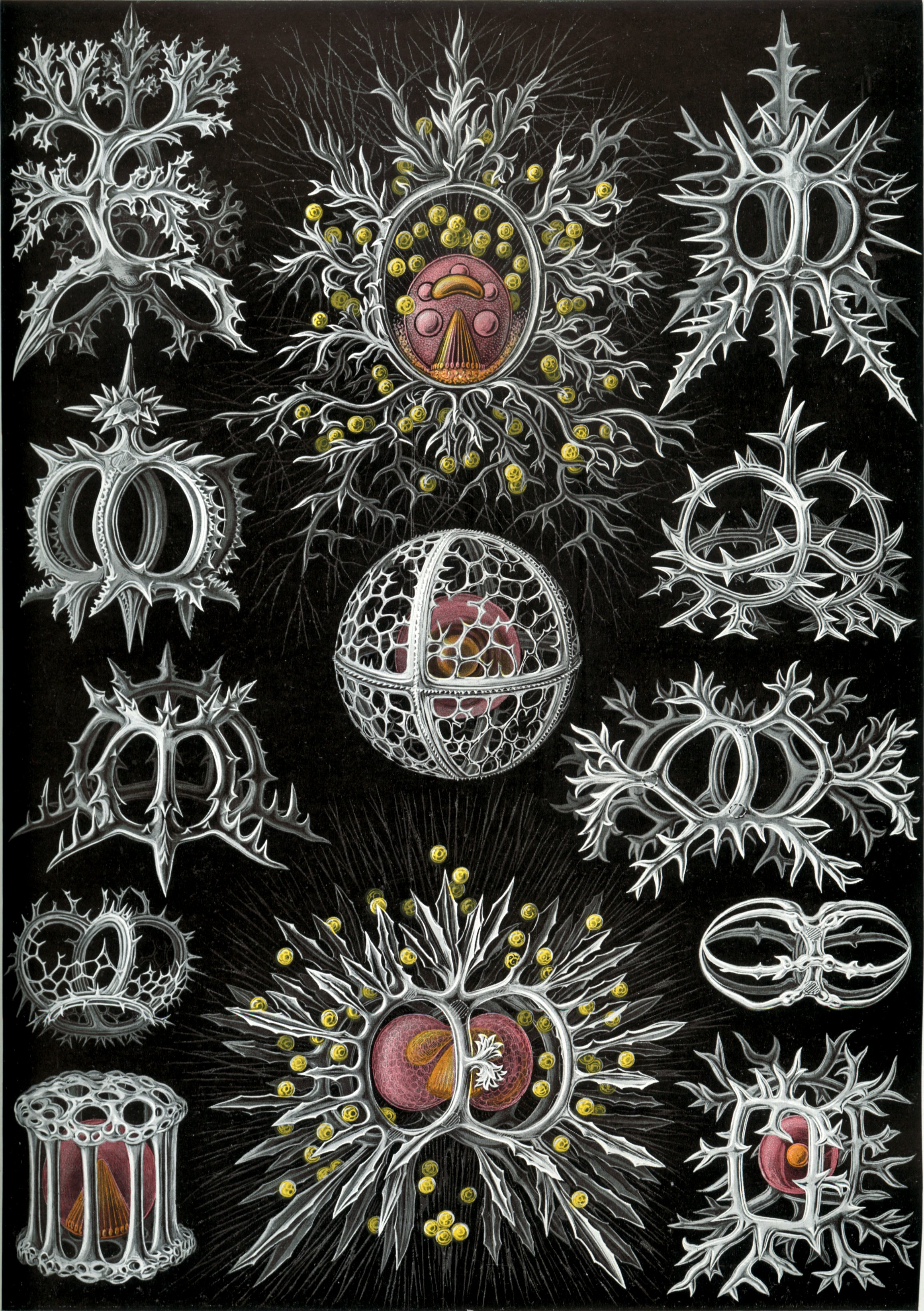
71. Stephoidea
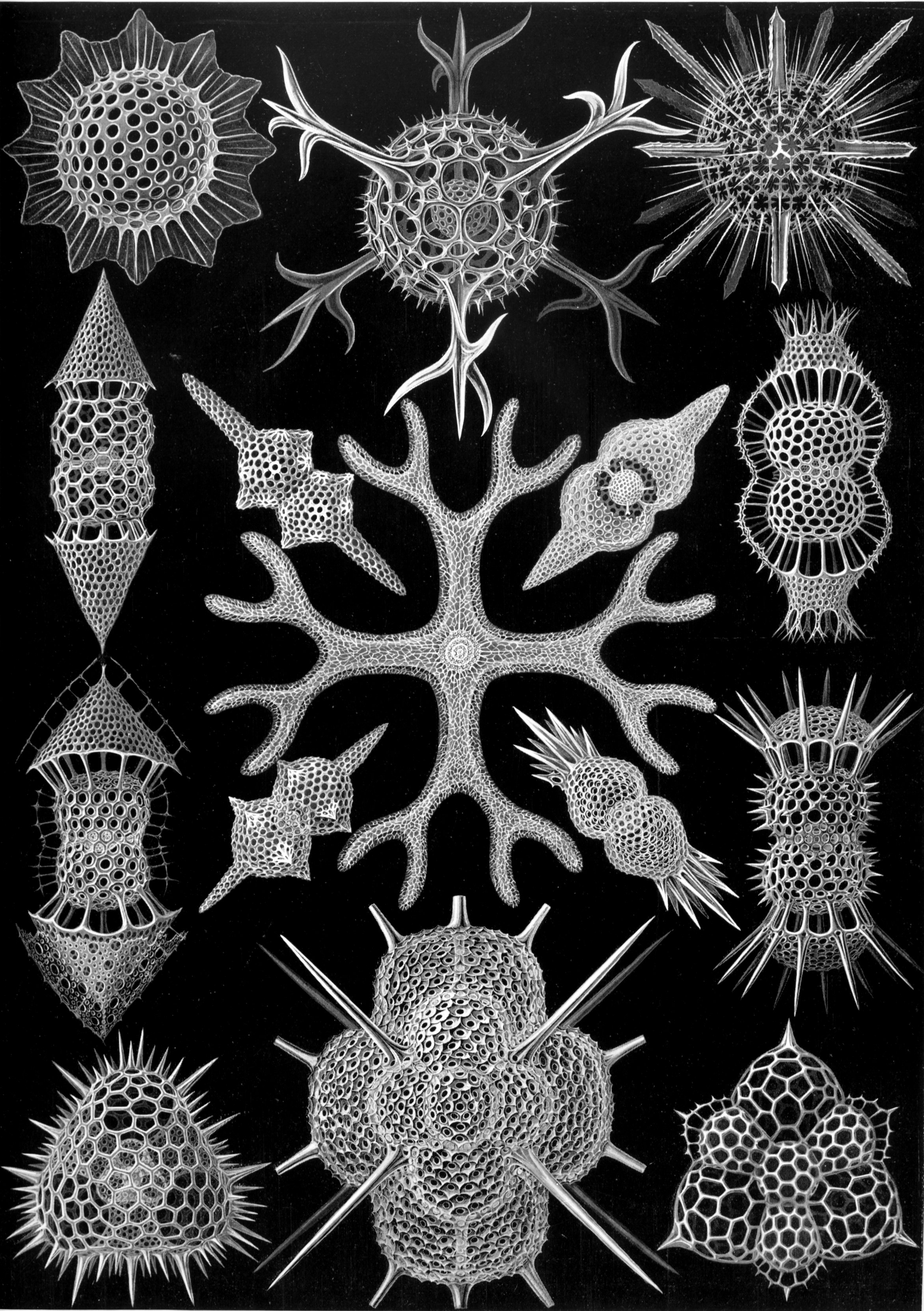
91. Spumellaria